# Лагутин, Виктор Иванович
Виктор Иванович Лагутин (9 ноября 1951, Брянск) — советский и российский футболист, полузащитник и защитник. Мастер спорта СССР (1988).

## Карьера
В детстве занимался футболом неорганизованно, жил около стадиона «Динамо» и играл в матчах собиравшихся там любителей футбола. Недолго обучался в брянской ДЮСШ «Луч». Также помимо футбола занимался боксом, борьбой, волейболом. После окончания школы стал работать на заводе БЗТО и играл за заводскую команду «Старт» в соревнованиях КФК. Первым тренером считает наставника «Старта» Евгения Александровича Сергеева. В 1970 году призван в армию и направлен в Южную группу войск в Венгрии, попал в спортивную часть и играл за местный футбольный клуб в третьей лиге. После возвращения со службы снова играл за заводскую команду.
Летом 1974 года принял участие в товарищеском матче сборной Брянской области против команды мастеров брянского «Динамо», после игры московский тренер динамовцев Терентьев пригласил Лагутина и ещё ряд игроков в состав своей команды. 12 августа 1974 года футболист сыграл свой первый матч в соревнованиях мастеров в рамках второй лиги против клуба «Калитва». Выступал на позициях центрального или крайнего полузащитника. С 1981 года стал капитаном команды. В августе 1983 года провёл свой 300-й матч за клуб. В 1985 году со своим клубом стал победителем зонального турнира второй лиги, однако в финальном турнире команда осталась четвёртой. Носил прозвище «Бригадир».
В 1986 году завершил карьеру в командах мастеров и стал работать на брянском стадионе инженером по спортсооружениям, параллельно играл за любительскую команду. В 1993 году его попросили вернуться в «Динамо» в качестве игрока и он провёл в команде ещё полтора сезона. Последний матч в профессиональном футболе сыграл 8 сентября 1994 года в возрасте 42 года и 303 дня. В 1990-е годы несколько лет работал в тренерском штабе, затем администратором брянского «Динамо».
Всего за брянское «Динамо» сыграл 419, по другим данным 450 матчей. В 1988 году ему присвоено звание мастера спорта СССР как футболисту, отыгравшему 10 сезонов за одну команду.